# The Senior Open Championship 2011
In 2011 wordt het 25ste editie van The Senior Open Championship 2011 of Senior Brits Open, zoals dit toernooi in het Nederlands wordt genoemd, gespeeld op Walton Heath van 21-24 juli. Het prijzengeld is twee miljoen dollar. Acht voormalige winnaars staan op de deelnemerslijst, waarvan Tom Watson de enige is die het toernooi drie keer won.
Het Senior Brits Open telt als Major voor de Europese Senior Tour en de Amerikaanse Champions Tour.
Bernhard Langer, die het toernooi in 2010 won, speelde in 1981 op deze baan zijn eerste Ryder Cup. Samen met Manuel Piñero versloeg hij Raymond Floyd en Hale Irwin in de fourball. Sandy Lyle, Des Smyth en Sam Torrance van het eerste Europese Ryder Cup team en hun Amerikaanse tegenstanders Jerry Pate, Tom Kite en Tom Watson die met Jack Nicklaus speelde, doen allemaal deze week mee.

## Verslag
Ronde 1
Albert Mackenzie, die drie weken geleden vijftig jaar werd en zich maandag op de Kingswood Golf Club voor dit toernooi kwalificeerde, was twee uur lang clubhouse leader met zijn score van -3, totdat Mark McNulty met -4 binnenkwam en tien minuten later ook Mike Harwood. Aan het einde van de middag kwam Mark Calcavecchia naast hun op de eerste plaats.
Ronde 2
Mark Calcavecchia staat na ronde 2 aan de leiding, nu samen met Lee Rinker en Rod Spittle er ook nog bij. McNulty eindigde zijn ronde met een triple-bogey en zakte naar de 32ste plaats.
Ronde 3
Ook na de 3de ronde staat Calcavecchia aan de leiding, maar nu deelt hij de eerste plaats met Russ Cochran en David Frost die met 66 de beste ronde van de dag maakte.
Ronde 4
De eerste vier plaatsen gaan naar Amerikaanse spelers. Russ Cochran verzekerde zich van het leiderschap met een laatste ronde van 67 en de 61-jarige Tom Watson maakte ook met een van 67 en klom daarmee naar de derde plaats. Hij was een van de zeven spelers met een score onder de 70. Calcavecchia, die drie rondes aan de leiding stond, eindigde op de tweede plaats. Corey Pavin, de vorige Ryder Cup captain, eindigde ook als nummer 3.
- Leaderboard

| Naam              | R1 | Score | Nr  | R2 | Score | Totaal | Nr  | R3 | Score | Totaal | Nr  | R4 | Score | Totaal | Nr  |
| ----------------- | -- | ----- | --- | -- | ----- | ------ | --- | -- | ----- | ------ | --- | -- | ----- | ------ | --- |
| Russ Cochran      | 72 | par   | T17 | 70 | -2    | -2     | T10 | 67 | -5    | -7     | T1  | 67 | -5    | -12    | 1   |
| Mark Calcavecchia | 68 | -4    | T1  | 69 | -3    | -7     | T1  | 72 | par   | -7     | T1  | 69 | -3    | -10    | 2   |
| David Frost       | 69 | -3    | T4  | 74 | +2    | -1     | T17 | 66 | -6    | -7     | T1  | 72 | par   | -7     | 6   |
| Lee Rinker        | 70 | -2    | T6  | 67 | -5    | -7     | T1  | 74 | +2    | -5     | T6  | 71 | -1    | -6     | 7   |
| Rod Spittle       | 70 | -2    | T6  | 67 | -5    | -7     | T1  | 75 | +3    | -4     | T9  | 72 | par   | -4     | 12  |
| Peter Fowler      | 71 | -1    | T13 | 68 | -4    | -5     | 4   | 73 | +1    | -4     | T9  | 70 | -2    | -6     | 7   |
| Mike Harwood      | 68 | -4    | T1  | 74 | +2    | -2     | T10 | 72 | par   | -2     | T16 | 74 | +2    | par    | T24 |
| Mark McNulty      | 68 | -4    | T1  | 76 | +4    | par    | T32 | 78 | +6    | +6     | T58 | 71 | -1    | +5     | T44 |

- Leaderboard vanaf 21 juli

## De spelers
De laatste negen winnaars staan op de deelnemerslijst. Tot een week voor het toernooi waren onderstaande deelnemers bekend, inclusief 45 Amerikaanse spelers, waaronder de enige twee amateurs.
| - Michael Allen - Isao Aoki - Tommy Armour III - Chip Beck - Mark Belsham - Philip Blackmar - Jay Don Blake - Gary Bothwell - Gordon J Brand - Gordon Brand Jr - Mark Brooks - Olin Browne - Jerry Bruner - Tom Byrum - Mark Calcavecchia - Bob Cameron - Jim Carter - Roger Chapman - Russ Cochran - John Cook - Mike Cunning - Paul Curry - Sammy Daniels - Eamonn Darcy - Rodger Davis - Trevor Dodds - Ross Drummond - Denis Durnian - Marc Farry - Ángel Fernández | - Anders Forsbrand - Peter Fowler - Angel Franco - David Frost - Fred Funk - Jim Gallagher Jr - Bob Gilder - Ernie Gonzalez - Mike Goodes - Randy Haag (AM) - Jay Haas - Gary Hallberg - John Harrison - Mike Harwood - Trevor Hill - John Hoskinson - Domingo Hospital - John Huston - Derek James - Mark James - Nick Job - Tony Johnstone - Steve Jones - Hideki Kase - JD Kim - Tom Kite - Massy Kuramoto - Barry Lane - Bernhard Langer (2010) | - Tom Lehman - Bobby Lincoln - Bill Longmuir - Chien Soon Lu - Sandy Lyle - Carl Mason - James D. Mason - Mark McNulty - David Merriman - Peter Mitchell - Larry Mize - Mark Mouland - James Murphy - Mark O'Meara - Pete Oakley (2004) - Seiki Okuda - Andrew Oldcorn - Joe Ozaki - Steve Pate - Jerry Pate - Corey Pavin - David Peoples - Nick Price - Juan Quiros - Glenn Ralph - Noel Ratcliffe - Mike Reid - Lee Rinker - José Rivero - Costantino Rocca | - Eduardo Romero - Boonchu Ruangkit - David J Russell - Jim Rutledge - George Ryall - Peter Senior - Andrew Sherborne - Scott Simpson - Paul Simson (AM) - Jeff Sluman - Bertus Smit - Wayne Smith - Des Smyth - Rod Spittle - Kevin Spurgeon - Craig Stadler - Noboru Sugai (2002) - Tim Thelen - Sam Torrance - Gordon Townhill - Bob Tway - Bruce Vaughan (2008) - Tom Watson (2003, 3005, 2007) - Mark Wiebe - Chris Williams - Gary Wolstenholme - Willie Wood - Ian Woosnam - Akihito Yokoyama |

Op drie banen in Surrey werd op de maandag voor het toernooi een kwalificatie gespeeld door 300 spelers. Daardoor doen ook de volgende spelers mee:
| - Carlo Alberto Acutis - Mark Balen - Steve Cipa - Joe Daley - Glyn Davies - Mike Donald | - Stephen East (AM) - Pat Errity - Lawrence Farmer - Mike Gallagher - Damon Green - Randy Haag (AM) | - Kirk Hanefeld - P H Horgan - François Illouz - Albert Mackenzie - Dick Mast - Richard Masters | - James Murphy - Denis O'Sullivan - Gary Owens - Gary Trivisonno - Paul Wise |

- Zie ook de Europese Senior Tour